# Sadhora (stacja kolejowa)
Sadhora (ukr. Садгора, ros. Садгора) – stacja kolejowa w dzielnicy Sadagóra, w miejscowości Czerniowce, w rejonie czerniowieckim, w obwodzie czerniowieckim, na Ukrainie.
Stacja istniała przed II wojną światową.